# Неболюбов, Василий Петрович
Васи́лий Петро́вич Неболю́бов (19 февраля 1852, с. Шерауты, Буинский уезд, Симбирская губерния — 1936, Казань) — русский и советский врач, судебный медик, доктор медицины (1893).

## Биография
Родился 19 февраля (7 февраля) 1852 года в селе Шерауты, Буинский уезд, Симбирская губерния, Российская империя.
В 1880 году окончил медицинского факультета Казанского университета, получив диплом, работал врачом на Дедюкинских соляных промыслах Соликамского уезда в Пермской губернии.
С 1881 по 1884 год был на медицинской службе в Сарапульском земстве Вятской губернии, с 1885 г. врач в селе Челны Мензелинского уезда Уфимской губернии.
В 1886 году начал работать в Казанском университете, где начал помощником прозектора на кафедре судебной медицины, где был учеником профессора Ивана Гвоздева. В 1893 году защитил докторскую диссертацию на тему «Задушение рвотными массами, как причина скоропостижной смерти».
С 1895 по 1896 год читал курсы судебной медицины и первой медицинской помощи в университете. В 1904 году назначен заведующим кафедрой судебной медицины, трудился в этой должности до 1923 года. В 1909 году избран профессором.
В 1890 году по заданию Общества естествоиспытателей при Казанском университете участвовал в обследовании больных зобом в Чебоксарском уезде Казанской губернии. В 1892 году Неболюбов принял участие в ликвидации эпидемии азиатской холеры в городе Симбирск.
Написал около 20 научных работ по асфиксии, судебно-медицинской оценке повреждений сердца и кровеносных сосудов.

## Известные адреса
- Казань, 1-я полицейская часть, Попова Гора, дом Чиркиной.[5]
- Казань, 1-я полицейская часть, Нагорная улица, свой дом.[6][7]
- Казань, Поперечно-Покровская улица, дом 8.[8]